# Lotus Europa
Lotus Europa — среднемоторный спортивный автомобиль класса Gran Turismo производства британской компании Lotus Cars.

## Описание
К середине 1960-х годов среднемоторная компоновка автомобиля была хорошо зарекомендована как оптимальная конструкция для автомобилей гран-при, однако почти ни один дорожный транспорт ещё не использовал такую компоновку. Компания Lotus планировала, что Europa будет серийным двухместным спортивным купе со средним расположением двигателя, построенным по разумной цене, что было довольно амбициозной целью для того времени. Как и все автомобили Lotus той эпохи, Europa был спроектирован и построен в соответствии с часто излагаемой философией автомобильного дизайна Колина Чепмена: «Упрости, а затем добавь лёгкости». С этой целью Lotus использовала ряд оригинальных конструкторских подходов, позволяющих ей экономично преодолевать многие проблемы, связанные с новой среднемоторной компоновкой.
К 1975 году было выпущено в общей сложности 9230 моделей.

## Технические характеристики
Lotus Europa оснащался бензиновыми двигателями Renault A1K I4 объёмом 1,5 л (1470 см3), Renault 807 I4 объёмом 1,6 л (1565 см3) и Lotus/Ford DOHC I4 объёмом 1,6 л (1557 см3). Двигатели сочетались в паре с четырёхступенчатой или пятиступенчатой механической трансмиссией.

## Галерея
- Lotus Europa S2
- Интерьер
- Lotus Europa Series 1 (Type 46)
- 1968 Lotus Europa S2
- Lotus Europa (Type 65)
- Lotus Europa Twin Cam
- 1972 Lotus Europa Special
- 1972 Lotus Europa Special
- Lotus Type 47
- 1972 GS Lotus Europa
- 2008 Lotus Europa SE